# Stazione di Namerikawa
La stazione di Namerikawa (滑川駅?, Namerikawa-eki) è una stazione ferroviaria della città omonima, nella prefettura di Toyama in Giappone. È in realtà costituita da due fabbricati contigui, il principale gestito dalla JR West e servente la linea principale Hokuriku, e l'altro delle ferrovie Toyama Chihō, sulla linea Toyama Chihō principale.

## Stazione JR West

### Linee
JR West
■ Linea principale Hokuriku

### Struttura
La stazione è costituita da un marciapiede laterale e uno a isola con tre binari passanti. Le banchine sono collegate al fabbricato viaggiatori da un sovrappassaggio, e sono presenti servizi igienici, biglietteria automatica e presenziata (dalle 630 alle 20:00), e una sala d'attesa, con una stufa a gasolio attiva per il freddo inverno.
| 1-2 | ■ Linea principale Hokuriku | per Itoigawa e Naoetsu |
| 2-3 | ■ Linea principale Hokuriku | per Toyama e Kanazawa  |

## Stazione Toyama Chihō

### Linee
Ferrovie Toyama Chihō
■ Linea Toyama Chihō principale

### Struttura
La fermata è costituita da un marciapiede laterale con un solo binario, e non è presenziata. Di fatto il fabbricato viaggiatori si riduce a una piccola sala d'attesa sul marciapiede.

### Stazioni adiacenti
| 《                                                            | Servizio                  | 》                        |
| Linea principale Hokuriku                                     | Linea principale Hokuriku | Linea principale Hokuriku |
| ------------------------------------------------------------- | ------------------------- | ------------------------- |
| Mizuhashi                                                     | -                         | Higashi-Namerikawa        |
| Linea Toyama Chihō principale                                 |                           |                           |
| Naka-Namerikawa                                               | Locale                    | Hama-Kazumi               |
| Naka-Namerikawa                                               | Espresso                  | Dentetsu-Uozu             |
| Naka-Namerikawa ←                                             | Rapido Espresso           | ← Dentetsu-Uozu           |
| L'espresso limitato e l'espresso limitato "Alpen" non fermano |                           |                           |